# Jacques-Henri Duval
Jacques-Henri Duval (4 de octubre de 1919 – 2 de enero de 1974) fue un actor y director teatral de nacionalidad francesa.

## Biografía
Nacido en Courbevoie, Francia, obtuvo el primer premio de comedia en el concurso del Conservatorio en el año 1944. Dedicó casi toda su carrera artística al trabajo como actor y director teatral. 
Jacques-Henri Duval falleció en Créteil, Francia, en 1974, a los 54 años de edad. Fue enterrado en el Cementerio viejo de Saint-Germain-en-Laye.

## Teatro

### Adaptación
- 1944 : L'Ours, de Antón Chéjov, adaptación con Paul Achard, Teatro del Odéon

### Actor
- 1943 : La Dame de minuit, de Jean de Létraz, escenografía de Denis d'Inès, Théâtre de l'Apollo
- 1945 : À l'approche d'un soir du monde, de Fabien Reignier, escenografía con Maurice Escande, Théâtre Saint-Georges
- 1946 : Doris, de Marcel Thiébaut, escenografía de Pierre Bertin, Théâtre Saint-Georges
- 1946 : L'Anglais tel qu'on le parle, de Tristan Bernard, Théâtre des Célestins
- 1946 : On ne badine pas avec l'amour, de Alfred de Musset, escenografía de Julien Bertheau, Théâtre des Célestins
- 1949 : Le Retour de l’enfant prodigue, de André Gide, escenografía de Jean Marchat, Théâtre des Mathurins
- 1950 : Va faire un tour au bois, de Roger Dornès, escenografía de Roland Piétri, Théâtre Gramont
- 1950 : Mon ami le cambrioleur, de André Haguet, escenografía de Michèle Verly, Théâtre Gramont
- 1952 : La Puce à l'oreille, de Georges Feydeau, escenografía de Georges Vitaly, Teatro Montparnasse
- 1954 : La Puce à l'oreille, de Georges Feydeau, escenografía de Georges Vitaly, Théâtre des Célestins
- 1955 : ¿Quiere usted jugar con mí?, de Marcel Achard, escenografía de André Villiers, Giras Herbert-Karsenty
- 1956 : La Cuisine des anges, de Albert Husson, escenografía de Christian-Gérard, Théâtre des Célestins
- 1958 : Il pleut bergère, de L. Musso, escenografía de Jacques-Henri Duval, Théâtre Verlaine
- 1958 : Gontran 22, de Alexandre Arnoux, escenografía de Robert Marcy, Théâtre des Bouffes-Parisiens y giras Herbert-Karsenty
- 1959 : La Bagatelle, de Marcel Achard, escenografía de Jean Meyer, Théâtre des Célestins
- 1960 : Homicide par prudence, de Frédéric Valmain a partir de Double Cross, de John O'Hare, escenografía de Jean Dejoux, Théâtre Charles de Rochefort
- 1960 : El avaro, de Molière, escenografía de Jean Meyer, Théâtre du Palais Royal
- 1960 : Noix de coco, de Marcel Achard, escenografía de Jean Meyer, Théâtre de Paris, giras Herbert-Karsenty
- 1961 : Le Mariage forcé, y La escuela de los maridos, de Molière, escenografía de Jean Meyer, Théâtre du Palais Royal
- 1961 : Tartufo, de Molière, escenografía de Jean Meyer, Théâtre du Palais-Royal
- 1961 : George Dandin, de Molière, escenografía de Jean Meyer, Théâtre du Palais Royal
- 1961 : El misántropo, de Molière, escenografía de Jean Meyer, Théâtre du Palais-Royal
- 1961 : L'Impromptu de Versailles, de Molière, escenografía de Jean Meyer, Théâtre du Palais-Royal
- 1961 : Noix de coco, de Marcel Achard, escenografía de Jean Meyer, Théâtre des Célestins
- 1962 : Los enredos de Scapin, de Molière, escenografía de Jean Meyer, Théâtre du Palais Royal
- 1962 : Anfitrión, de Molière, escenografía de Jean Meyer, Théâtre du Palais-Royal
- 1962 : El misántropo, de Molière, escenografía de Pierre Dux, Théâtre de l'Œuvre
- 1962 : Mon Faust, de Paul Valéry, escenografía de Pierre Franck, Théâtre de l'Œuvre
- 1963 : Tricoche et Cacolet, de Henri Meilhac y Ludovic Halévy, escenografía de Jacques Charon, Teatro del Odéon
- 1964 : Machin-Chouette, de Marcel Achard, escenografía de Jean Meyer, Théâtre Antoine
- 1967 : Demandez Vicky, de Marc-Gilbert Sauvajon, escenografía de Jacques-Henri Duval, Théâtre des Nouveautés
- 1968 : La Courte Paille, de Jean Meyer, escenografía del autor, gira
- 1972 : Monsieur chasse !, de Georges Feydeau, escenografía de Jacques-Henri Duval, Théâtre des Célestins

### Director
- 1945 : Arsénico y encaje antiguo, de Joseph Kesselring, Théâtre de l'Athénée
- 1945 : À l'approche du soir du monde, de Fabien Reignier, escenografía con Maurice Escande, Théâtre Saint-Georges
- 1945 : Hollywood, de Albert Meunier y Ronald Badley, Teatro del Ambigu-Comique
- 1946 : Aneries 47, de Robert Rocca y Pierre Gilbert, Théâtre des Célestins
- 1947 : Trois et une..., de Denys Amiel, Théâtre Saint-Georges
- 1947 : Couleurs du temps, de Paul Colline y Jean Rieux, Théâtre des Bouffes-Parisiens
- 1948 : Design for Living, de Noel Coward, Théâtre des Célestins y gira
- 1948 : La Folle du 27, de Jean Guitton, Théâtre de Paris
- 1948 : Couleurs du temps, de Paul Colline y Jean Rieux, Théâtre des Bouffes-Parisiens
- 1949 : Le Mari ne compte pas, de Roger-Ferdinand, Théâtre des Bouffes-Parisiens
- 1949 : Florence et le dentiste, Théâtre du Vieux-Colombier
- 1953 : Mon p'tit pote, de Marc Cab y Jean Valmy, Européen
- 1954 : Pampanilla, de Paul Nivoix, Gaîté Lyrique
- 1955 : À bout portant, de Jean Bruce, Théâtre de la Potinière
- 1956 : La Femme du siècle, de Claude Schnerb, Théâtre des Célestins y giras Herbert-Karsenty
- 1957 : Jupiter, de Robert Boissy, Théâtre des Célestins y giras Herbert-Karsenty
- 1958 : Il pleut bergère, de L. Musso, Théâtre Verlaine
- 1958 : Mon p'tit pote, de Marc-Cab y Jean Valmy, Théâtre des Célestins
- 1962 : Mais n'te promène donc pas toute nue !, de Georges Feydeau, giras Herbert-Karsenty
- 1962 : La Seconde Surprise de l'amour, de Marivaux, giras Herbert-Karsenty
- 1963 : El sobrino de Rameau, de Denis Diderot, Théâtre de la Michodière, Théâtre de l'Œuvre, giras Herbert-Karsenty
- 1963 : Mary-Mary, de Jean Kerr, Théâtre Antoine, giras Herbert-Karsenty
- 1963 : Caroline a disparu, de André Haguet y Jean Valmy, Théâtre des Capucines
- 1964 : Tim, de Pol Quentin, Théâtre Édouard VII
- 1965 : Version grecque, de Marc-Gilbert Sauvajon, Teatro Montparnasse
- 1965 : La Dame en blanc, de Marcel Achard, Théâtre des Célestins, giras Herbert-Karsenty
- 1966 : Monsieur Dodd, de Arthur Watkyn, Théâtre des Variétés
- 1967 : L'Amour au théâtre, compuesto de Rupture de André Roussin, À la nuit la nuit de François Billetdoux y Le Plaisir de rompre de Jules Renard, Théâtre Saint-Georges, Théâtre des Célestins
- 1967 : Xavier, de Jacques Deval, Théâtre Édouard VII
- 1967 : Demandez Vicky, de Marc-Gilbert Sauvajon, Théâtre des Nouveautés
- 1969 : Tchao !, de Marc-Gilbert Sauvajon, Théâtre Saint-Georges, giras Herbert-Karsenty
- 1970 : Une poignée d'orties, de Marc-Gilbert Sauvajon, Théâtre de la Michodière
- 1971 : L'Idiote, de Marcel Achard, giras Herbert-Karsenty
- 1971 : Le Nu au tambour, de Noel Coward, Théâtre Michel
- 1972 : Nous irons à Valparaiso, de Marcel Achard, Théâtre des Célestins, giras Herbert-Karsenty
- 1972 : Occupe-toi d'Amélie, de Georges Feydeau, Théâtre des Célestins
- 1972 : Monsieur chasse !, de Georges Feydeau, Théâtre des Célestins, giras Herbert-Karsenty
- 1973 : Le Bossu, de Paul Féval, Théâtre des Célestins, giras Herbert-Karsenty
- 1978 : El sobrino de Rameau, de Diderot, Théâtre des Célestins, giras Herbert-Karsenty
- 1981 : El sobrino de Rameau, de Diderot, Teatro del Odéon

## Filmografía

### Cine
- 1941 : Premier rendez-vous, de Henri Decoin
- 1945 : François Villon, de André Zwobada
- 1946 : Au petit bonheur, de Marcel l'Herbier
- 1946 : Voyage surprise, de Pierre Prévert
- 1949 : Ballerina, de Ludwig Berger
- 1952 : Légère et court vêtue, de Jean Laviron
- 1957 : La Garçonne, de Jacqueline Audry
- 1963 : L'Honorable Stanislas, agent secret, de Jean-Charles Dudrumet
- 1968 : Salut Berthe, de Guy Lefranc

Cortometrajes
- 1943 : Premier prix du conservatoire, de René Guy-Grand
- 1947 : Une Aventure de Polop, de Walter Kapps
- 1951 : Un amour de parapluie, de Jean Laviron

### Televisión
- 1950 : Agence Nostradamus (serie), de Claude Barma, 9 episodios
- 1962 : Noix de coco, dirección de Pierre Badel
- 1965 : Médard et Barnabé (serie), de Raymond Bailly

Au théâtre ce soir
- 1966 : Les Jours heureux, de Claude-André Puget, dirección de Pierre Sabbagh, Théâtre Marigny
- 1967 : Mon bébé, de Maurice Hennequin a partir de Baby Mine de Margaret Mayo, dirección de Pierre Sabbagh, Théâtre Marigny
- 1967 : De passage à Paris, de Michel André, dirección de Pierre Sabbagh, Théâtre Marigny
- 1967 : Bon week-end, monsieur Bennett, de Arthur Watkin, escenografía de Michel Vitold y Henri Guisol, dirección de Pierre Sabbagh, Théâtre Marigny
- 1968 : Mademoiselle, de Jacques Deval, dirección de Pierre Sabbagh, Théâtre Marigny
- 1969 : Rappelez-moi votre nom, de Jean-Maurice Lassebry, dirección de Pierre Sabbagh, Théâtre Marigny
- 1969 : La Courte Paille, de Jean Meyer, escenografía de Jacques-Henri Duval, dirección de Pierre Sabbagh, Théâtre Marigny
- 1970 : Doris, de Marcel Thiébaut, dirección de Pierre Sabbagh, Théâtre Marigny
- 1970 : Jupiter, de Robert Boissy, dirección de Pierre Sabbagh, Théâtre Marigny
- 1971 : Bienheureuse Anaïs, de Marc-Gilbert Sauvajon, dirección de Pierre Sabbagh, Théâtre Marigny
- 1971 : Tapage nocturne, de Marc-Gilbert Sauvajon, dirección de Pierre Sabbagh, Théâtre Marigny
- 1971 : La Collection Dressen, de Harry Kurnitz, adaptación de Marc-Gilbert Sauvajon, dirección de Pierre Sabbagh, Théâtre Marigny
- 1972 : Je viendrai comme un voleur, de Georges de Tervagne, dirección de Pierre Sabbagh, Théâtre Marigny
- 1972 : Noix de coco, de Marcel Achard, escenografía de Jean Meyer, dirección de Pierre Sabbagh, Théâtre Marigny
- 1973 : Pique-nique en ville, de Georges de Tervagne, dirección de Georges Folgoas, Théâtre Marigny
- 1973 : Laurette ou l'Amour voleur, de Marcelle Maurette y Marc-Gilbert Sauvajon, escenografía de Jacques-Henri Duval, dirección de Georges Folgoas, Théâtre Marigny
- 1975 : Le Nu au tambour, de Noel Coward, dirección de Pierre Sabbagh, Théâtre Édouard VII